# اسکار براون (کشیش)
اسکار براون (انگلیسی: Oskar Braun; ۱ ژانویهٔ ۱۸۶۲ – ۱ ژانویهٔ ۱۹۳۱) متخصص الهیات و متخصص زبان سریانی و کشیش کاتولیک بود. او در سال ۱۸۶۲ در دیلینگن آن در دوناو به دنیا آمد و در سال ۱۸۸۵ به عنوان کشیش منصوب شد و در کلیسای سانتا ماریا دل آنیما کشیش مسیحی شد.
وی در رم نزد ایگنازیو می‌گوید زبان خواند و در سال ۱۸۹۰ از [دانشگاه لودویگ ماکسیمیلیان مونیخ] مدرک دکترا گرفت. او به عنوان استاد زبان‌های سامی از ۱۸۹۴، در دانشگاه وورتسبورگ و پدرشناسی از ۱۹۰۷ تا زمان بازنشستگی در ۱۹۲۷ کار کرد. اثر او "Ausgewählte Akten Persischer Märtyrer" ("اعمال منتخب شهدای ایرانی") که در سال ۱۹۱۵ منتشر شد. امروزه نیز توسط محققان استناد می‌شود. کتاب "Timothei Patriarchae I Epistulae"، جلد. ۱، نسخه و ترجمه نامه‌های  تیموتای اول نیز باقی مانده است و در سال ۲۰۰۹ تجدید چاپ شد.